# Unaporanga
Unaporanga is een kevergeslacht uit de familie van de boktorren (Cerambycidae). De wetenschappelijke naam van het geslacht werd voor het eerst geldig gepubliceerd in 2007 door Martins & Galileo.

## Soorten
Unaporanga omvat de volgende soorten:
- Unaporanga cincta Martins & Galileo, 2007
- Unaporanga lanceolata Martins & Galileo, 2007